# Alfred von Hatzfeldt
Franz Edmund Hubert Hermann Alfred 1. Fürst von Hatzfeldt-Wildenburg(-Weisweiler) (* 9. April 1825 in Düsseldorf; † 3. Juni 1911 ebenda) war ein freier Standesherr, Großgrundbesitzer und Mitglied des Preußischen Herrenhauses.

## Familie
Hatzfeldt entstammte einer Seitenlinie des Uradelsgeschlechts der Hatzfeld, welche die Standesherrschaft Wildenburg-Schönstein innehatten. Mit der Standesherrschaft war ein erblicher Sitz im Preußischen Herrenhaus verbunden.
Hatzfeldt war ältestes von drei Kindern aus der Ehe des Standesherrn Edmund Graf von Hatzfeldt-Wildenburg-Weisweiler (1798–1874) und dessen Cousine Sophie Gräfin von Hatzfeldt-Trachenberg, die einer anderen Hatzfeldischen Linie entstammte.
Am 1. September 1852 heiratete er im böhmischen Libochowitz Gabriele Gräfin von Dietrichstein-Proskau-Leslie (* 8. Dezember 1825; † 24. Dezember 1909), mit der er zwei Kinder hatte:
- Franz Edmund Joseph Gabriel Vitus (* 15. Juni 1853; † 3. November 1910), ⚭ 28. Oktober 1889 in London Clara Elizabeth Prentice-Huntington (1860–1928), Adoptivtochter des Eisenbahnbarons Collis P. Huntington[1]
- Antonie Gabrielle Marie Clotilde Cypriane (* 26. September 1856; † 21. Dezember 1933), ⚭ 2. Juli 1885 in Wien Robert Graf von Althann (1853–1919), Herrenhausmitglied[1]

Da Franz’ und Antonies Ehen kinderlos blieben, wurde Hatzfeldts Neffe Paul Hermann Fürst von Hatzfeldt-Wildenburg sein Erbe.

## Leben
Nach dem Besuch des Gymnasiums in Münster studierte Hatzfeldt an den Universitäten Bonn und Heidelberg Rechts- und Kameralwissenschaften. 1844 wurde er Mitglied des Corps Borussia Bonn. 1848 übertrug ihm sein Vater die Verwaltung über die Standesherrschaft Wildenburg-Schönstein, 1852 sämtliche Rechte aus dem Familienfideikommiss. Er war Graf zu Winkelhausen, Herr zu Kalcum und Crottorf. Im Zuge der Übertragung der Standesherrschaft wurde er Mitglied des Provinziallandtags der Rheinprovinz. Von 1856 bis zu seinem Tode war er Mitglied des Preußischen Herrenhauses. Am 10. Mai 1870 wurde er zum preußischen Fürsten erhoben.